# Dąbrowa (gmina Lniano)
Dąbrowa – (niem. Annalust, Dombrowo) kolonia w Polsce położona w województwie kujawsko-pomorskim, w powiecie świeckim, w gminie Lniano.
W latach 1975–1998 miejscowość administracyjnie należała do województwa bydgoskiego.